# 松谋·公处居曼洛桑嘉措
松谋·公处居曼洛桑嘉措（?—?）藏族，今云南省香格里拉县（旧名中甸县）小中甸乡联合村吉念坪人，第十六世（计追认）松谋活佛。

## 生平
他出生于今云南省香格里拉县（旧名中甸县）小中甸乡联合村吉念坪人，是第一世松谋活佛公处降参的转世。
松谋·公处居曼洛桑嘉措圆寂多年之后，才认定了十七世松谋活佛松谋·昂汪洛桑丹增嘉措。